# Михайло Николовски
Михайло Николовски (на македонска литературна норма: Михајло Николовски) е композитор и педагог от Република Македония.

## Биография
Роден е на 28 септември 1934 година в град Битоля, тогава в Кралство Югославия. Завършва средно музикално образование в Скопие и театър в Белградската музикална академия в 1958 година. Междувременно учи частно композиране при проф. Момчило Раденкович в Белград.
В 1961 година става пръв директор на Средното музикално училище в Битоля и дълги години оглавява училището. Същевременно води хора при културно-художественото дружество „Стив Наумов“. От 1971 година е редактор в Радио Скопие, а в края на живота си един мандат е декан на Факултета за музика на Скопския университет.
Твореческият му опус обхваща делаза оккестър и друга камерна музика, вокално инструментални дела, 40 хорови композиции за смесен, женски и детски хор, масови песни и музика за драми.
Умира на 20 август 1994 година в Скопие.